# Maciej Szumowski
Maciej Szumowski (ur. 18 kwietnia 1939 w Warszawie, zm. 1 lutego 2004 w Krakowie) – polski dziennikarz i reżyser filmów dokumentalnych.

## Życiorys
Twórca reportaży i ponad 100 filmów dokumentalnych. W latach 1980–1981 był redaktorem naczelnym „Gazety Krakowskiej”. Dwukrotnie otrzymał prestiżową nagrodę Stowarzyszenia Dziennikarzy Polskich im. Bolesława Prusa (1971 za cykl reportaży Polska zza siódmej miedzy, 1981 za pracę w „Gazecie Krakowskiej”). Uczestnik prac Centrum Obywatelskich Inicjatyw Ustawodawczych Solidarności. W roku 1989 był w Krakowie szefem kampanii wyborczej „Solidarności”.
Za dokument Polski poślizg kontrolowany otrzymał nagrodę Pryzmat (z rąk Leszka Balcerowicza), za umiejętne przybliżanie Polakom reformy gospodarczej.
Zmarł niecały miesiąc po śmierci żony, pisarki Doroty Terakowskiej. Na ich cześć, park znajdujący się na krakowskim osiedlu Kliny, nazwano: Park Maćka i Doroty.
Ojciec Wojciecha Szumowskiego i reżyserki Małgorzaty Szumowskiej.